# Coryleus
Coryleus là một chi bọ cánh cứng trong họ 
Elateridae.
Chi này được miêu tả khoa học năm 1942 bởi Fleutiaux.

## Các loài
Chi này có các loài:
- Coryleus desruisseauxi Fleutiaux, 1942